# 德国2号高速公路

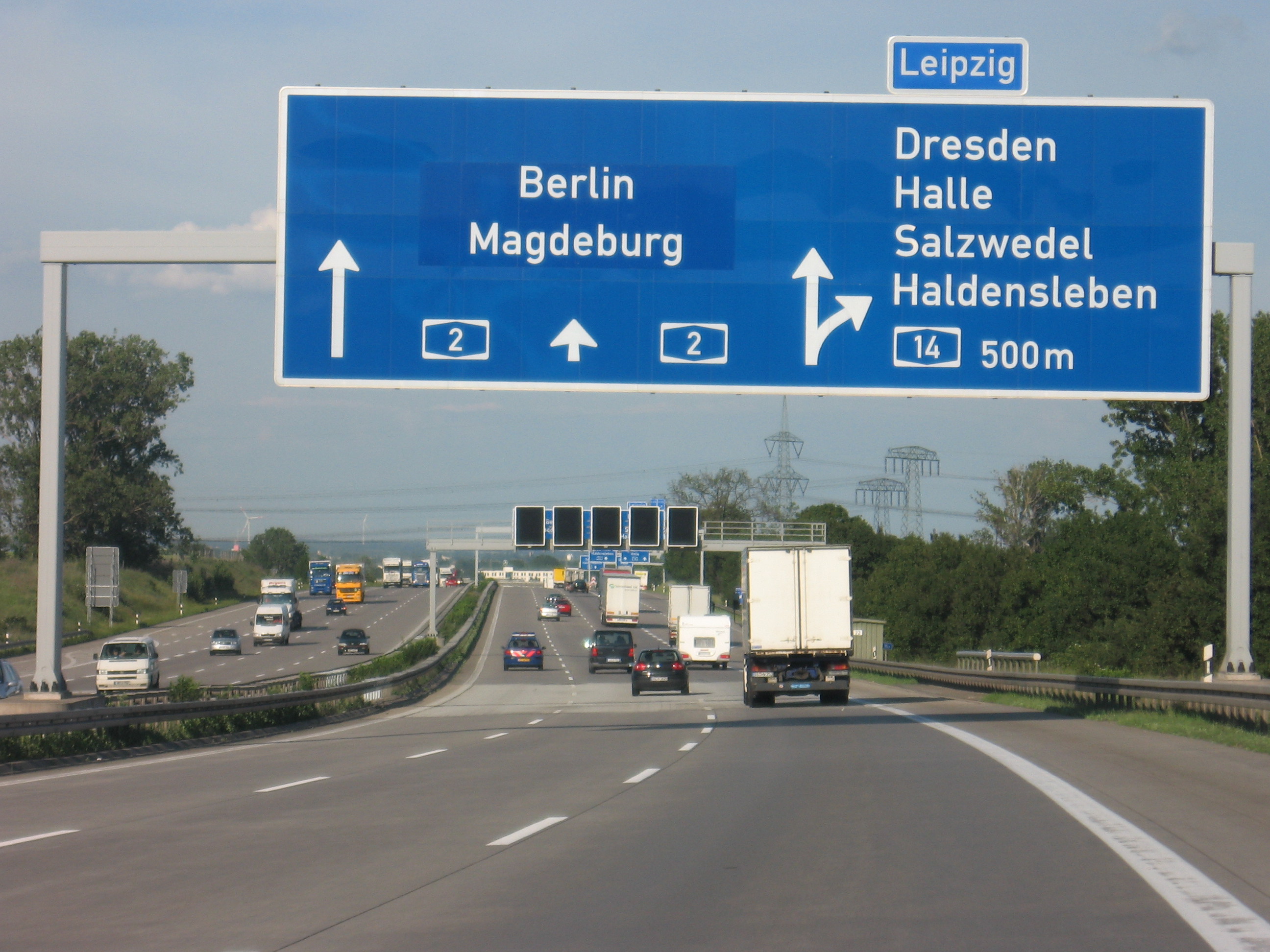
德國2號高速公路。

德国2号高速公路（Bundesautobahn 2，简称BAB 2或A 2）是德国的一条高速公路，始于奥伯豪森，终于柏林。德国2号高速公路全长486公里，行经北莱茵-威斯特法伦州、下萨克森州、萨克森-安哈尔特州和勃兰登堡。该高速也是欧洲E30和E34公路的一部分。
冷战时期，该高速是西德前往西柏林最主要的公路。东西德边境上设有黑尔姆施泰特-马利恩邦边境口岸（阿尔法检查站）。